# Liste der Bodendenkmale in Willenscharen
In der Liste der Bodendenkmale in Willenscharen sind die Bodendenkmale der Gemeinde Willenscharen nach dem Stand der Bodendenkmalliste des Archäologischen Landesamts Schleswig-Holstein von 2016 aufgelistet. Die Baudenkmale sind in der Liste der Kulturdenkmale in Willenscharen aufgeführt.
| Denkmal-ID           | Befundart          | Bezeichnung                                   | Zeitstellung | Lage | Bemerkungen | Bild |
| -------------------- | ------------------ | --------------------------------------------- | ------------ | ---- | ----------- | ---- |
| aKD-ALSH-Nr. 004 798 | Befestigung > Burg | Burg/Motte/Ringwall/Turmhügel „Willenscharen“ | Mittelalter  |      |             |      |